# 西条村 (長野県)
西条村（にしじょうむら）は長野県埴科郡にあった村。現在の長野市松代町西条にあたる。

## 地理
- 山：象山、ノロシ山、高遠山

## 歴史
- 1871年（明治4年） - 近世以来の西条村が松代町の一部（馬場町地区）を合併。
- 1873年（明治6年） - 欠村を合併。
- 1889年（明治22年）4月1日 - 町村制の施行により、西条村が単独で自治体を形成。
- 1956年（昭和31年）9月30日 - 松代町に編入。同日西条村廃止。